# Askungen 3 – Det magiska trollspöet
Askungen 3 – Det magiska trollspöet är en amerikansk animerad film från 2007 och den tredje Disneyfilmen om Askungen.

## Handling
Den elaka styvmodern och hennes döttrar får tag i den snälla gudmoderns magiska trollspö och trollar bort allt som hänt sedan Askungen gick på balen.

## Om filmen
Filmen hade premiär i USA den 6 februari 2007. Filmen har inte haft svensk premiär på bio, men har getts ut på DVD och visats på TV.

## Rollista (originalversion)
- Jennifer Hale – Askungen (tal)
- Tami Tappan Damiano – Askungen (sång)
- Rob Paulsen – Jack
- Corey Burton – Gus
- Susan Blakeslee – styvmodern
- Russi Taylor – Gabriella
- Christopher Daniel Barnes – prinsen
- Russi Taylor – den goda fen
- Tress MacNeille – Petronella
- Andre Stojka – kungen
- Rob Paulsen – hertigen
- Holland Taylor – Prudence

## Svenska röster
- Lizette Pålsson – Askungen
- Staffan Hallerstam – Jack
- Jakob Stadell – Gus
- Kristina Adolphson – styvmodern
- Gerda Fransson Bergqvist – Petronella
- Sofia Ledarp – Gabriella
- Irene Lindh – gudmodern
- Kelly Tainton – prinsen
- Dick Eriksson – hertigen
- Gunnar Uddén – kungen
- Lena Strömdahl – Prudence

## Musik i filmen
- I Still Believe, framförd av Hayden Panettiere